# Slezské Pavlovice
Slezské Pavlovice (do 1947 Německé Pavlovice, niem. Deutsch Paulowitz, pol. Śląskie Pawłowice) – gmina w Czechach, w powiecie Bruntál, w kraju morawsko-śląskim. Według danych z dnia 1 stycznia 2012 liczyła 223 mieszkańców. Położona jest na Obniżeniu Prudnickim.
Wbrew nazwie miejscowość jest morawską enklawą na Śląsku.
Slezské Pavlovice leżą przy granicy z Polską a najbliższym miastem w Polsce jest leżący w odległości 5,5 km Prudnik.